# Nahalin
Nahalin (àrab: نحالين, Naḥālīn) és un municipi palestí en la governació de Betlem al centre de Cisjordània, situat al sud-oest de Betlem. Segons l'Oficina Central d'Estadístiques de Palestina (PCBS), tenia 8.592 habitants en 2016. La paraula nahaleen és un terme àrab per a aquells que recullen mel de les abelles. El poble era conegut per l'apicultura i encara hi ha desenes de ruscs a Nahalin. El poble també és conegut localment per les seves ametllers i oliveres, vinyes, julivert i verdures, és a dir, cebes i fesols. L'àrea urbanitzada de Nahalin es compon d'aproximadament 730 dúnams, 20 dels quals formen el nucli antic del poble.
La vila està situada està situat dins d'un enclavament al bloc d'assentament de Gush Etzion, envoltat pels assentaments israelians de Gvaot, Rosh Tzurim, Neve Daniel i Betar Illit. Després dels Acords d'Oslo, Nahalin era classificat com Àrea B, és a dir, amb els afers civils sota control de l'Autoritat Nacional Palestina i els afers de seguretat sota control de les Forces de Defensa d'Israel.

## Història
S'hi ha trobat dalt del turó ceràmica de l'era romana d'Orient. L'actual Nahalin es va construir sobre les restes d'un poble de l'era medieval.

### Època otomana
Nahalin fou incorporada a l'Imperi Otomà en 1517 amb tota Palestina, i en 1596 Nahalin apareix als registres fiscals com a part de la nàhiya d'al-Quds del liwà homònim. Tenia una població de 40 llars musulmanes i 16 famílies cristianes. Pagaven una taxa impositiva fixa del 33,3% sobre productes agrícoles, inclosos blat, l'ordi, el xarop de raïm o la melassa, i les cabres o els ruscs; un total de 3.880 akçe. Històricament, Nahalin va ser freqüentat per beduïns i era conegut per la seva tradició d'apicultura.
L'explorador francès Victor Guérin va visitar la vila en 1863, i la va descriure com «un embolic de cases petites,» amb plantacions de tabac al voltant. Martin Hartmann va trobar que Nahalin tenia 17 cases.
En 1883 el Survey of Western Palestine del Fons per a l'Exploració de Palestina descrivia Nahalin com «un poble de grandària moderada, en una espècie de terrassa natural al costat d'una cresta, amb una gran vall al nord. [..] Al nord hi ha una font a la vall, també hi ha un segona font al sud. […] A l'est hi ha un Mukam, amb dos grans roures, sagrats a Haj 'Aleiyan.» «Hi ha una tradició sobre la tomba d'Haj 'Aleiyan, de qui es relaciona això, havent rebutjat l'entrada a les mesquites a causa de la seva aparença descarnada i bruta, va estendre el seu Abba al mar i hi va fer les seves pregàries.» En 1896 la població de Nahalin fou estimada en unes 162 persones.

### Època del Mandat Britànic
En el cens de Palestina de 1922, organitzat per les autoritats del Mandat Britànic, Nahhalin tenia 316; 312 musulmans i 4 cristians, on els cristians eren tots ortodoxos. En el cens de 1931 la població de Nahhalin era de 440, (3 cristians i la resta musulmans), en 98 cases habitades.
En 1945 the population of Nahhalin was 620, all Muslims, que posseïen 16,144 dúnams de terra segons una enquesta oficial de terra i població. D'aquests, 1.068 dúnams eren plantacions i terra de rec, 4,659 per a cereals, mentre 63 dúnams eren sòl edificat.

### Després de 1948
En la vespra de guerra araboisraeliana de 1948, i després dels acords d'armistici araboisraelians de 1949, Nahalin fou ocupada pel regne haixemita de Jordània. El 28 de març de 1954, una incursió israeliana de la Unitat 101 contra una base de la Legió Àrab a 4 quilòmetres als enfores de Nahalin, on les forces israelianes van perdre la base i van col·locar càrregues explosives i van destruir set cases, inclosa la mesquita del poble van matar cinc guàrdies nacionals, tres legionaris (que viatjaven des de la base de la Legió Àrab fins al poble) i una dona, i feriren divuit civils, inclosos homes, dones i nens. Segons David Tal la incursió va ser la primera incursió de repressió d'Israel contra un objectiu militar en territori controlat per Jordània.
Després de la Guerra dels Sis Dies de 1967 va romandre sota l'ocupació israeliana. El Govern d'Israel i representants dels palestins van arribar a un acord el setembre de 1995 en el que es coneixia com els Acords d'Oslo, i que l'objectiu final era relegar l'autoritat administrativa entre els diferents sectors de la població àrab palestina, en col·laboració amb Israel. Tanmateix, la proximitat de Nahalin als assentaments jueus a la regió i les preocupacions de seguretat jueva derivades d'això, ha provocat que Nahalin sigui designat com a Àrea C, en el qual la designació de l'Autoritat Nacional Palestina no té res a dir en qüestions de seguretat relacionades amb Nahalin i als seus voltants immediats. Tot i que els habitants de la ciutat poden sol·licitar la reparació dels problemes relacionats amb llocs administrats per l'Autoritat Palestina, les violacions greus de seguretat són manejades per les Forces de Defensa d'Israel.
La població del cens de 1967 realitzat per les autoritats israelianes era de 1.109 habitants. Grans parts de la terra de Nahalin han estat confiscades per ordre militar i declarada "Terra estatal" israeliana.
En 1988 la periodista Helen Winternitz va passar 3 anys a Nahalin i publicà les seves experiències en el llibre A Season of Stones.
El 1989, cinc vilatans van ser assassinats per la Policia de Fronteres d'Israel durant una incursió de matinada. Els vilatans van declarar que les forces de seguretat van obrir foc sense provocació a mesura que abandonaven les oracions matinals a la mesquita. A continuació, el general Amram Mitzna va afirmar que les seves forces havien estat atacades per prop de 100 joves llançadors de pedres. El 30 d'abril de 1989, les conclusions preliminars d'una investigació militar sobre els esdeveniments indicaven que la unitat de la policia fronterera involucrada en la incursió havia "perdut el control i va disparar excessivament". El maig de 1989, la investigació militar va anunciar que es prendrien accions disciplinàries contra quatre oficials i set policies fronterers per "mala conducta".
Des de l'inici de la Intifada d'Al-Aqsa, s'han imposat restriccions severes al moviment a tots els residents. D'acord amb l'UNRWA, des de la intifada a principis de setembre de 2000, fins que es va reobrir la carretera de novembre de 2003 amb la supervisió del lloc de control de les Forces de Defensa d'Israel, el conjunt de pobles representats per Nahalin, Husan i Battir es van tancar totalment i l'únic accés va ser a peu a través de l'encreuament Husan/al-Khadr. En 2004 es van tornar a obrir totes les carreteres però una, i els residents ara es poden moure més lliurement. Al novembre d'aquest any, l'Agència dels Estats Units per al Desenvolupament Internacional (USAID) va donar suport a la pavimentació d'aquesta carretera.
A les eleccions municipals palestines de 2005 a Nahalin, tots els deu candidats elegits van ser independents. El candidat amb més vots va ser Qassim Yousif Mahmoud Awad, que va rebre 1.120 vots.